# The World: X Japan hacu no zenszekai best
A The World: X Japan hacu no zenszekai best  (THE WORLD～X JAPAN 初の全世界ベスト～; Hepburn: The World: X Japan Hatsu no Zensekai Best) az X Japan japán heavymetal-együttes újramaszterelt válogatásalbuma, mely 2014. június 17-én jelent meg a Warner Music Japan kiadásában. A lemez digitális változata május 21-én már elérhető volt iTunes Store-on 111 országban X Japan World Best címmel. Az albumon az együttes nagykiadós karrierjének legnagyobb slágerei szerepelnek. Először itt adták ki elhunyt gitárosuk, hide emlékének szentelt Without You című daluk koncertfelvételét. A japán kiadáson szerepel az Amethyst című dal is, mely korábban a The Last Live koncertalbumon szerepelt. A lemez 2. volt az Oricon slágerlistáján és 2016-ban aranylemez lett.

## Számlista
| 1. lemez | 1. lemez                                                 | 1. lemez | 1. lemez | 1. lemez | 1. lemez | 1. lemez | 1. lemez | 1. lemez | 1. lemez |
| #        | Cím                                                      | Hossz    |          |          |          |          |          |          |          |
| -------- | -------------------------------------------------------- | -------- | -------- | -------- | -------- | -------- | -------- | -------- | -------- |
| 1.       | Silent Jealousy                                          | 07:20    |          |          |          |          |          |          |          |
| 2.       | Rusty Nail                                               | 05:29    |          |          |          |          |          |          |          |
| 3.       | Scars                                                    | 05:09    |          |          |          |          |          |          |          |
| 4.       | Endless Rain                                             | 06:36    |          |          |          |          |          |          |          |
| 5.       | Week End                                                 | 05:45    |          |          |          |          |          |          |          |
| 6.       | Kurenai (紅)                                             | 06:20    |          |          |          |          |          |          |          |
| 7.       | Forever Love                                             | 08:38    |          |          |          |          |          |          |          |
| 8.       | Dahlia                                                   | 07:57    |          |          |          |          |          |          |          |
| 9.       | Amethyst (The Last Live Version) (csak a japán kiadáson) | 06:21    |          |          |          |          |          |          |          |
| 10.      | X (The Last Live Version)                                | 10:08    |          |          |          |          |          |          |          |
| 11.      | Without You (Live Version)                               | 08:33    |          |          |          |          |          |          |          |
| 01:18:16 |                                                          |          |          |          |          |          |          |          |          |

| 1. | Art of Life | 29:00 |

| 1. | Exclusive Trailer of X JAPAN World Tour Live 2009, 2010 & 2011 |  |